# Chấn tâm

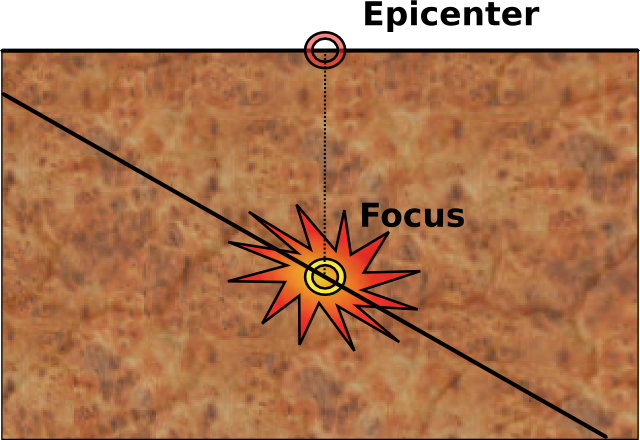
Chấn tâm nằm trên bề mặt hành tinh, ngay trên tiêu điểm của động đất.

Chấn tâm hay tâm chấn là điểm trên bề mặt hành tinh ngay phía trên nơi xảy ra chấn động mạnh, như động đất, trong lòng hành tinh. Tiêu điểm phát sinh ra chấn động trong lòng hành tinh gọi là chấn tiêu (hypocenter). Sóng địa chấn lan truyền trong lòng hành tinh theo mặt cầu từ chấn tiêu ra ngoài.
Chấn tâm là một từ Hán-Việt trong đó "chấn" có nghĩa là chuyển động, còn "tâm" có nghĩa là một điểm ở giữa.